# Репли-Кейт
«Репли-Кейт» (англ. Repli-Kate) — кинокомедия Фрэнка Лонго 2002 года.

## Сюжет
Макс Флемминг — успешный студент, который разработал репликатор — машину, позволяющую клонировать живых существ, причём в итоге получается полностью идентичная взрослая особь. Он работает вместе со своим другом Генри на Джонаса Фромера, который хочет выдать изобретение Макса за своё. Однажды к Максу в лабораторию приходи Кейт Карсон — молодая и привлекательная журналистка, которая увлекалась генетикой в университете. Во время интервью на Кейт нападает клонированный хомяк и в процессе борьбы с ним женщина теряет несколько капель крови. Позже вечером Макс пытается запустить репликатор и к своему удивлению обнаруживает, что случайно клонировал Кейт. «Репли-Кейт» (клон Кейт) является взрослой женщиной, которая ничего не знает и не умеет. Макс и Генри решают обучить её всему тому, что любят мужчины, чтобы сделать из неё идеальную по своим меркам женщину: такую, которая любит пиво, спорт и мечтает только о сексе, однако впоследствии Флемминг понимает, что Репли-Кейт становится женщиной с характером мужчины, а он мечтал о настоящей Кейт.
Тем временем Джонас Фромер узнаёт о существовании Репли-Кейт и захватывает и её, и настоящую Кейт. Он решает представить результаты клонирования человека учёным со всего мира, чтобы продемонстрировать работу якобы изобретённого им  репликатора. Макс и Генри узнают о его планах и создают «Репли-Джонаса», клона, которого обучают основным выражениям. С его помощью генетикам удаётся освободить девушек.
Фильм заканчивается тем, что Джонаса и Репли-Джонаса отправляют на исследования в лабораторию, Макс открывает свою клинику по клонированию животных, которая приносит ему славу и богатство. Он остаётся жить с Кейт, а его друг Генри — с Репли-Кейт.

## В ролях
| Актёр                | Роль                                 |
| -------------------- | ------------------------------------ |
| Эли Ландри           | Кейт / клон Кейт                     |
| Джеймс Родэй         | Макс                                 |
| Десмонд Аскью        | Генри                                |
| Юджин Леви           | Джонас Фромер / клон Джонаса Фромера |
| Тодд Роберт Андерсон | Феликс                               |
| Райан Алосио         | Дерек Уоттерс                        |
| Курт Фуллер          | президент Чамли                      |
| Айми Аллен           | Уэнди                                |
| Аманда Райан         | Лили                                 |
| Мелисса Гринспен     | Бренди                               |
| Джастин Шилтон       | Фрешмен                              |
| Нед Броуер           | Стоунер                              |

## Факты
- Фильм вышел в Великобритании 2 февраля 2002 года
- На постере фильма изображены три Кейт, хотя в фильме присутствуют только две: настоящая Кейт и её клон
- Чтобы научить Кейт драться, Макс и Генри показывают ей фильм «Смертельная битва 2» (англ. Mortal Kombat: Annihilation)
- На вышедшем DVD с фильмом также имеются альтернативные начало и конец